# Michel Huber
Pour les articles homonymes, voir Huber.
Michel Huber (né à Tulle le 19 avril 1875 et mort à Paris le 29 avril 1947) est un statisticien et démographe français, dernier directeur de la Statistique générale de la France.

## Biographie
Élève de l’École polytechnique (1895-1898), puis de l'École supérieure d'électricité (1898-1899), Lucien March le recruta en 1901 à la Statistique générale de la France, dont lui-même devint directeur en 1919. Il effectua des missions d'observation de l'industrie en Allemagne et au Royaume-Uni, officiellement pour homogénéiser les dénombrements par filière industrielle dans les statistiques de production de ces trois grandes puissances. Des tables d'équivalence qu'il établit pour l'occasion sortit son « Répertoire  technologique  des  noms  d'industries  et  de  professions  en  français, anglais  et  allemand, avec  trois  dictionnaires  alphabétiques », qui fut utilisé sans modification jusqu'en 1939 pour établir les chiffres de production. Il s'est ensuite consacré à la démographie et aux techniques de recensement. En 1914, il succéda à Gaston Cadoux à la présidence de la Société de statistique de Paris, dont il était membre depuis 1902.
En 1922, il fut appelé par Émile Borel à enseigner à l'Institut de statistiques de Paris, nouvellement créé. Il y donnait notamment un cours de démographie et de statistique sanitaire, longtemps la référence unique en langue française.
L'activité qu'il déploya pour maintenir à jour, malgré la baisse des crédits de fonctionnement, le Bulletin de 1a Statistique  Générale, lui valut l'attribution du prix Montyon (1936), l'année où il fut mis à la retraite. Il poursuivit néanmoins son activité scientifique au sein des deux associations dont il était membre. Sous l'Occupation, comme en 1914-1918, il poursuivit clandestinement avec Félix Leprince-Ringuet et d'autres les séances de travail de la Société de statistique de Paris.

## Publications
- « La Comparaison internationale des salaires réels » (1927)
- « La population de la France pendant la guerre, avec un appendice sur les revenus avant et après la guerre » (1932)
- « La Statistique internationale des forces motrices » (1936)
- (en coll. avec H. de Ruble et F. Boverat) « La population de la France, son évolution et ses perspectives » Paris, éd. Hachette (1937)
- Cours de démographie et de statistique sanitaire, vol. I : Introduction à l'étude des statistiques démographiques et sanitaires, Hermann, 1938
- Cours de démographie et de statistique sanitaire, vol. III : État de la population d'après les recensements, migrations, Hermann, 1939
- Cours de démographie et de statistique sanitaire, vol. IV : Nuptialité, natalité, fécondité, Hermann, 1939
- Cours de démographie et de statistique sanitaire, vol. V : Mortalité, statistiques sanitaires, Hermann, 1940
- Cours de démographie et de statistique sanitaire, vol. VI : Tables de mortalité, mouvement général d'une population, Hermann, 1941
- « Cours de statistique appliquée aux affaires » Librairie  Hermann, (1943-46)
- (en coll. avec Adolphe  Landry,) « Traité  de  démographie » (1945)